# Олга Дивац
Олга Дивац (Београд, 1921 — Београд, 3. децембар 1997) била је српска архитекта. У родном граду је и студирала (1940-41 и 1946-49). Дала је значајан допринос уобличењу сајамског комплекса као „Генерални директор Београдског сајма у изградњи”.

## Радна биографија
- Нови Београд (1950—53)
- Комграп (1953)
- Београдски сајам (1953—58)
- као руководилац изградње Дома омладине (1959—61)
- Дирекција за изградњу и реконструкцију тргова (1961—66)
- Дирекција за уређење обала, приобаља и речних сливова Београда (1968—73)
- Хидрозавод (до пензионисања 1982)

## Дела
- Реконструкција ресторана “Кошута” у Топчидеру (1963, О. Дивац, С. Вуковић)
- Аутобуско стајалиште и Подземни пролаз „Зелени венац” у Београду (1966—67)
- Уређење ресторана “Златни рог” на Зеленом венцу бр. 4 у Београду (1970, С. Вуковић, О. Дивац).